# Унксова, Кари Васильевна
Кари Васильевна Унксова (она же Кари, 21 октября 1941, пригород Алма-Аты — 3 июня 1983, Ленинград) — русская поэтесса.

## Биография
Родилась 21 октября 1941 года в пригороде Алма-Аты. Родители — геологи Василий Александрович Унксов и Таисия Николаевна Иванова перед войной работали в Казахстане. Вернулись в Ленинград в 1945 году. Лауреаты Сталинской премии первой степени 1952 года за открытие и разведку полезных ископаемых.
В 1965 году окончила геологический факультет ЛГУ. Училась в аспирантуре Горного института. Литературовед Александр Павлович Квятковский, автор «Поэтического словаря», обращает внимание на её юношеские стихи. Кари была хорошо знакома с неофициальной поэтической жизнью Ленинграда, встречалась с Иосифом Бродским, дружила с Алексеем Хвостенко и Анри Волохонским.
С 1971 года Кари завязала творческие и дружеские связи в русскоязычной литературной среде Таллина. Слушала в Тарту лекции Юрия Лотмана, переводила эстонских поэтов, в том числе Марии Ундер. Там она написала цикл «Таллинские дневники».
В Таллине, в Союзе писателей Эстонии, состоялся единственный официальный творческий вечер Кари.
С 1973 года Кари пробует добиться публикаций в Москве. Борис Слуцкий даёт ей рекомендацию в журнал «Смена», в 1974 году журнал публикует стихи и объявляет её лауреатом года. Очень тепло отзывается о ней Давид Самойлов. Она много читает в мастерских художников, у друзей, в «салоне» Людмилы Кузнецовой. Большая комната, в которой хозяйка устраивала выставки непризнанных художников Москвы и Ленинграда, находилась в коммунальной квартире на Большой Садовой, дом 10 (302-бис), на первом этаже в подъезде № 6 — на 5 этаже теперь Музей Булгакова. После участия Кузнецовой в Бульдозерной выставке салон стал особенно популярен, в нём бывали иностранные дипломаты, милиция усилила слежку.
В феврале 1975 года там происходила выставка Ленинградских художников, которая закончилась милицейской осадой. Кари активно занималась организацией и поддержанием контактов с Ленинградскими нонконформистами, сама собирала коллекцию живописи, возила в Москву картины для участия в выставках. Студенческая дружба связывала её с художником Евгением Рухиным. Его памяти и трагической гибели во время пожара в мастерской посвящены «Новый лирический цикл» и цикл «Простые стихи», стихотворение «Минувших дней опальная чреда».
4 июля 1978 года в Ленинграде Кари с молодыми друзьями-музыкантами участвовала в массовом шествии молодёжи в связи с отменой концерта Карлоса Сантаны.
28 августа 1979 года у Михайловского замка отменили концерт группы «Аквариум», пришедших задержали. В КПЗ оказались Кари Унксова, Виктор Резунков, Андрей Изюмский, лидер группы «Россияне» Жора Ордановский и другие. Там было принято решение написать обращение в Ленгорисполком с призывом, во избежание массовых протестов молодёжи, открыть в городе рок-клуб. Рок-клуб был создан в 1981 году.
В 1979 году в Ленинграде вышел в свет первый самиздатовский феминистский журнал «Женщина и Россия», в создании и распространении которого Кари приняла участие. Журнал был быстро изъят КГБ, однако попал на Запад и был сразу переведён на французский, затем португальский, японский и другие языки. Некоторых авторов журнала выслали из страны, за всеми другими была установлена слежка. В том же 1979 году Кари Унксова совместно с художником Глебом Богомоловым подписала обращение к мировой общественности с призывом защитить Фонд спасения коллекции Георгия Михайлова.
В ноябре 1980 года Кари вызвали в отделение милиции и осудили на 15 суток «за избиение дружинников и оскорбление их нецензурными словами». Потом её вызвали в ОВИР и предложили подать заявление на выезд в Израиль к родственникам.
Родственников в Израиле у неё не было, ОВИР организовал подложный вызов. В ожидании разрешения жизнь в Ленинграде стала невыносимой из-за слежки, обысков, провокаций и угроз. Кари скрылась в Таллине, оттуда переехала в Москву, из Москвы в Тбилиси. Семья оставалась в Ленинграде, и Кари вернулась.
В начале мая их вызвали в ОВИР и сказали, что разрешение получено, что она, её муж и двое детей могут готовиться к отъезду.
Вечером 3 июня 1983 года Кари вышла проводить до трамвая сестру Марину, обе они были сбиты автомобилем. Кари погибла, сестра долго лежала в больнице. Судебное расследование не проводилось. Мужу, Смирнову А. Л. с детьми отъезд не разрешили. Дочери Ладе в тот момент было 17 лет, сыну Алексею — 8.

## Творчество
В 1982 году Кари Унксова подготовила в самиздате альманах «Наша Личная Ответственность (НЛО)». В него вошли, кроме её собственных стихов, стихи поэта А. Изюмского, художника А. Соболева и В. Резункова.

«Всё написанное, кроме переводов, Кари незадолго до смерти систематизировала в виде шести томов.
Первый том включает юношеские произведения и то небольшое количество стихотворений, которое было написано с 1965 по 1971 год.
Во второй том (1971—1975 гг.) — „Аппиева дорога“, вошли не только стихи, но и пьесы, поэмы, и ряд произведений, жанр которых не традиционен и трудно поддаётся определению.
Третий том — „Песни Кришнамурти“ — изложение особым образом структурированной прозой, тесно сближающейся с поэзией, 33 бесед Кришнамурти, с поэтическими вставками.
Четвёртый том (1976—1978 гг.) начинается с „Писем Томаса Манна“ и содержит ряд циклов: „Океан“, „Новый лирический цикл“, „Милосердие“, „Покинутые своды“, а также прозаическую „Автобиографию“.
Пятый том „Сценарий“ (1976—1981 гг.) был задуман, как коллективное произведение, своего рода реализованная „Игра в Бисер“, где каждый автор должен был играть не только свою роль, но и все другие. От этого замысла осталось только мистифицирующее вступление, и Кари выполнила всю работу сама.

Шестой том — „Россия в Лете“ (1982—1983 гг.) — завершается резким по тону призывом осознать ответственность за происходящее. „Пять улыбок интеллигенции“ — этому стихотворению суждено было стать своего рода завещанием Кари»— А. Л. Смирнов. Из доклада в клубе им. Достоевского. Ноябрь 1985 г.
После гибели Кари друзья и ученики издали в самиздате книжку примерно в 50 экземпляров, включающую 2, 4, 5 и 6 тома именно так, как составила Кари.
В 1985 году в Тель-Авиве вышел сборник «Кари», составленный из стихов, вывезенных эмигрантами.

## Семья
Сестра — Марина Васильевна Унксова (род. 1942), искусствовед.

Муж — Анатолий Леонидович Смирнов (1937—2005), редактор и переводчик. 

Дочь — Лада Анатольевна Смирнова (род. 1965), художница, проживает в США.

Сын — Алексей Анатольевич Смирнов (род. 1974).